# Пере, Бенжамен
Бенжамен Пере (фр. Benjamin Péret; 4 июля 1899, Резе близ Нанта — 18 сентября 1959, Париж) — французский поэт и писатель
 сюрреалистического направления.

## Жизнь и творчество
В возрасте 21 года Б. Пере в Париже примкнул к кружку дадаистов, в который входили также Тристан Тцара, Андре Бретон, Франсис Пикабиа, Макс Эрнст и другие. Стоял у истоков сюрреализма как нового течения в европейском искусстве в 1924 году. Совместно с Пьером Навиллем издал первые три выпуска газеты La Révolution Surréaliste.
В 1927 году он, как и Луи Арагон, Поль Элюар, А. Бретон и Пьер Уник, вступил в ряды ФКП, но вскоре перешёл в лагерь троцкистов (как и многие другие сюрреалисты). В 1928 году поэт женился на бразильской певице Элси Хьюстон и 1929—1931 годы провёл в Бразилии, где помогал своему шурину Мариу Педрозе и его товарищам основать троцкистскую Коммунистическую лигу, однако в связи с участием в политических волнениях был там арестован и выслан из страны правительством Жетулиу Варгаса как «коммунистический агитатор» через несколько месяцев после рождения сына.
В 1936—1937 годах он воевал в Испании, в том числе в Теруэльской операции, на стороне республиканского правительства — сперва в коммунистических, а затем в троцкистских (ополчение ПОУМ) и анархистских (колонна Дуррути) отрядах. В Испании познакомился со своей будущей второй женой, художницей Ремедиос Варо. В 1939 году Б. Пере был призван на французскую военную службу, однако вскоре был заключён в тюрьму за создание в армии троцкистской ячейки. Б. Пере бежал из заключения в Марсель, где встретился с другими сюрреалистами.
В 1941 году эмигрировал в Мексику, где жил до 1947 года. Здесь он познакомился с группой диссидентов-сюрреалистов, во главе которой стоял австрийский художник и теоретик искусства Вольфганг Паален. В Мексике Пере изучал культуру местных индейцев, создал антологию мифов доколумбовой эпохи, написал поэму «Air Mexicain». В Мехико он поддерживал тесные отношения с вдовой Л. Д. Троцкого, Н. И. Седовой. После возвращения в Париж поэт вплоть до своей смерти в 1959 году работал совместно с А. Бретоном.
Стихотворные произведения Б. Пере за пределами круга сюрреалистов были мало известны, однако среди единомышленников его творчество было весьма высоко оценено. Так, В. Паален писал: «как сильно я тебя люблю и восхищаюсь тобою. Та пара твоих книг, что у меня есть, относятся к моим величайшим, ревниво сохраняемым сокровищам». Для А. Бретона же Б. Пере, этот типичный сюрреалистический поэт-революционер, был «драгоценнейшим и старейшим товарищем по борьбе».

## Сочинения
- иллюстрированы Гансом Арпом Le passager de transatlantique (1921)
- иллюстрированы Ивом Танги Dormir dormir dans les pierres (1927)
- Le grand jeu (1928)
- иллюстрированы Пабло Пикассо De derrière des fagots (1934)
- иллюстрированы Максом Эрнстом La Brebis galante (1949)
- Le déshonneur des poètes (1945)
- Le gigot. Sa vie et son oeuvre (1957), сборник рассказов

Œuvres complètes, 7 томов, у José Corti
- «Луна Запаро. Мифы и сказки Америки (Der Mond der Zaparo. Mythen und Märchen Amerikas)», Nautilus 1998
- «История природы (Naturgeschichte)», Renner 1984
- Я не ем этот хлеб: Стихотворения и статьи / Пер. с франц., коммент. и примеч. М. Лепиловой. М.: Гилея, 2015

## Кинематограф
- Rémy Ricordeau (кинорежиссёр), «Je ne mange pas de ce pain-là : Benjamin Péret, poète, c’est-à-dire révolutionnaire» фильм 94', Paris: SevenDoc, 2015, DVD + книга 88 стр. (серия Phares) (фильм на фр. , англ. и исп. языках).